# Шокци
Шокците са южнославянскa етно-културна група в Славония, Бараня и Войводина (където има пет села с шокци). Изповядват католицизма и говорят сръбски език/хърватски език. Днес броят им в Сърбия наброява 1864 души, докато през 19 век техният брой е бил над 20 000.
Днес само в 4 населени места в Бачка живеят компактни групи шокци - това са Бачки Монощор, Сонта, Сомбор и Бачки брег. В Славония техният брой е по-голям. През 1991 г. шокците в тогавашна Югославия са обявени за отделен народ. Днес в Хърватия шокците са смятани съответно за изцяло хърватска етническа група.